# Ruellia tubiflora
Ruellia tubiflora är en akantusväxtart som beskrevs av Carl Sigismund Kunth. Ruellia tubiflora ingår i släktet Ruellia och familjen akantusväxter. Utöver nominatformen finns också underarten R. t. tetrastichantha.